# Conector Mini-DIN

Numeración de pines del zócalo PS/2: tenga en cuenta que la numeración del enchufe macho es una imagen especular, con números que van de izquierda a derecha

Los conectores mini-DIN son una familia de conectores eléctricos de pines múltiples utilizados en una variedad de aplicaciones. El conector Mini-DIN es similar al conector DIN, más grande y antiguo.

Puerto minidin

## Diseño

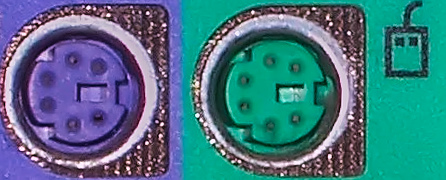
Puertos de conexión PS/2 codificados por colores (púrpura para teclados y verde para ratones) en la parte posterior de una computadora personal

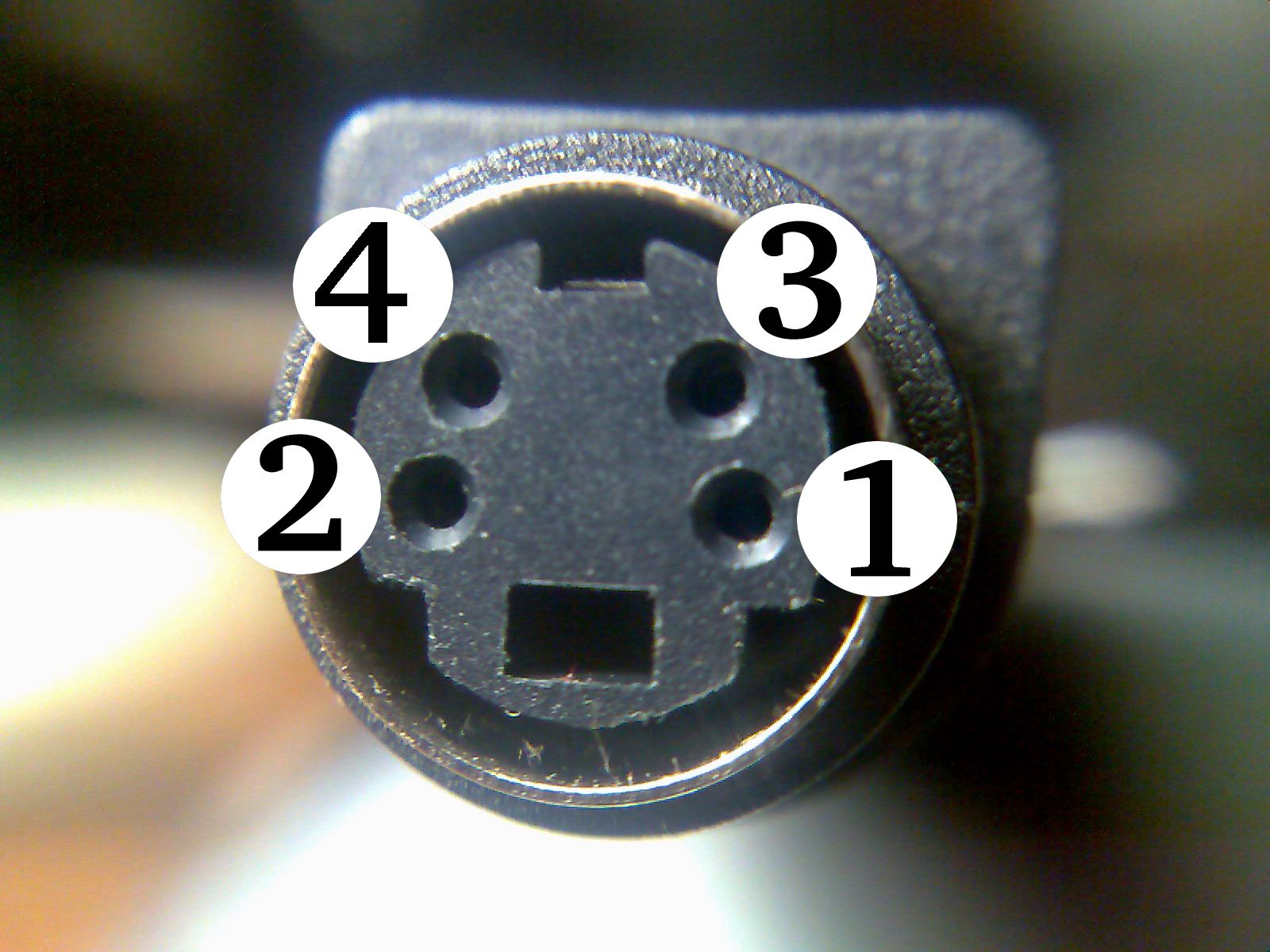
Un conector S-video: debido a que este es un conector hembra, el pin 1 está en la parte inferior derecha

Los conectores mini-DIN tienen un diámetro de 9,5 milímetros (0,4 plg) y siete patrones, con el número de pasadores de tres a nueve. Cada patrón está codificado de tal manera que un enchufe con un patrón no pueda acoplarse con ningún enchufe de otro patrón. Cada uno de ellos es drásticamente diferente del otro, sin similitudes simultáneas y directamente superpuestas en (1) la disposición de los pines, (2) el tamaño y la posición de la llave cuadrada, (3) las muescas del faldón de metal de blindaje circular y las adiciones metálicas: en esto difieren de los conectores mini-DIN no estándar que pueden tener características que se superponen directamente entre sí o con los conectores mini-DIN estándar.

## Usos notables
Algunos ejemplos notables de conectores mini-DIN estándar incluyen:
- Los conectores mini-DIN-3 se utilizaron en las primeras implementaciones de Apple LocalTalk.
- Los conectores mini-DIN-4 se usan para S-video y se usaron para Apple Desktop Bus.
- Se utilizaron conectores mini-DIN-6 para puertos de teclado y mouse PS/2 IBM PC compatible y para teclados Acorn Archimedes (antes del A7000 eran propietarios, A7000 y posteriores eran PS/2 estandarizados).
- Se utilizaron conectores mini-DIN-8 para los puertos de teclado y ratón de Sun Microsystems[1] así como para las conexiones de impresora serie, módem y Apple[2] LocalTalk. También se usó como conector de panel de juego para el sistema de videojuegos PC Engine y sus variantes (excepto la variante TurboGrafx-16 USA, que usaba un DIN-8 de tamaño completo). Además, algunos dispositivos de Keithley Instruments también lo incluyen.
- Se usaron conectores Mini-DIN-9 para ratones Acorn Archimedes Quadrature y Microsoft InPort Bus Mice (no intercambiables). También se utiliza como puerto de salida de audio/video de las consolas de juegos Sega Genesis/Mega Drive en las variantes del Modelo 2, así como su complemento 32X.
- Los conectores Mini-DIN-7 y Mini-DIN-9 se han utilizado para una variedad de aplicaciones de audio y video. Además, los robots de limpieza iRobot Roomba Vacuum utilizan un Mini-DIN-7 para exponer una interfaz para detección y control personalizados.
- Los conectores Mini-DIN-6 y Mini-DIN-8 se utilizan con frecuencia en aplicaciones de radioaficionados para interactuar con computadoras para comunicaciones de paquetes de datos y programación de radio.

## Conectores no estándares
Varios enchufes no estándares están diseñados para acoplarse con enchufes mini-DIN estándar. Estos conectores proporcionan conductores adicionales y se utilizan para ahorrar espacio al combinar funciones en un conector que, de lo contrario, requerirían dos conectores estándar.
Otros conectores no estándar se acoplan solo con sus conectores correspondientes y son conectores mini-DIN solo en el sentido de compartir el 9.5 cuerpo de bujía mm. Estos enchufes de estilo mini-DIN no están aprobados por el Deutsches Institut für Normung, el organismo de normalización alemán, y muchas aplicaciones podrían considerarse patentadas. La Sega Saturn usa un conector no estándar de 10 pines.

## Otros conectores no estándares
- Mini-DIN 8 JVC

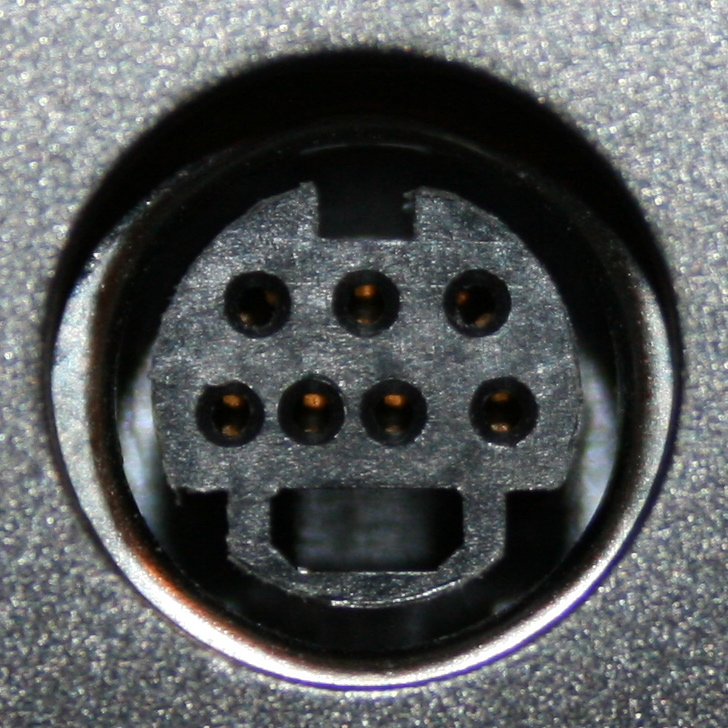
Una variante no estándar de enchufe de 7 pines (hembra) compatible con un enchufe S-Video Mini-DIN-4 (macho)

- Allen-Bradley Micrologix PLC Mini-DIN 8
- Conector de micrófono Beyerdynamic
- Algunos conectores de alimentación de CC de 3 y 4 pines se parecen lo suficiente a los conectores Mini-DIN como para que a veces se los denomine erróneamente como conectores "Mini-DIN".